# Bolbohamatum marginale
Bolbohamatum marginale är en skalbaggsart som beskrevs av Jan Krikken 1980. Bolbohamatum marginale ingår i släktet Bolbohamatum och familjen Bolboceratidae. Inga underarter finns listade.